# Ole Gunnar Solskjær
Ole Gunnar Solskjær, född 26 februari 1973 i Kristiansund, är en norsk fotbollstränare och före detta fotbollsspelare som i elva år representerade engelska laget Manchester United FC. Han blev känd för sina viktiga mål vid inhopp, till exempel mot Bayern München när han och Teddy Sheringham vände Champions Leaguefinalen 1999. Solskjær hade under långa perioder skadeproblem och missade bland annat hela säsongen 2004/2005. Säsongen 2018 återvände han till Manchester United, nu denna gång som tillfällig ansvarig A-lagstränare och efter 14 vinster, 2 oavgjorda och endast en förlust så fick han jobbet som permanent A-lagstränare  där han stannade tills han fick sparken 21 november 2021.
Efter karriären utbildade sig Solskjær till tränare och blev reservlagstränare i United. Solskjær utnämndes 2008 till riddare av första klassen av Sankt Olavs Orden för sin betydelse som förebild för barn och unga, både nationellt och internationellt, samt för insatser för norsk idrott. Han är också Unicef-ambassadör.

## Spelarkarriär

### Tidig karriär
Solskjær föddes och växte upp i Kristiansund. Hans första klubb var det lokala laget Clausenengen FK, där han debuterade i A-laget som 17-åring, då laget spelade i den norska division 4. Laget vann division 4 1993. Året därpå (1994) i division 3 gjorde Solskjær 31 av lagets 47 mål. Detta var tillräckligt för att imponera på Molde FK:s dåvarande tränare Åge Hareide. Molde hade samma säsong flyttats upp till Tippeligan. Solskjær kostade Molde 200 000 norska kronor. Solskjærs totala målfacit i Clausenengen blev imponerande 115 mål på 109 matcher.
Solskjærs första år i Molde blev en framgång. Han gjorde 20 mål och bidrog till att Molde slutade tvåa säsongen 1995, efter överlägsna Rosenborg BK. Samma år debuterade Solskjær i norska landslaget. Säsongen därpå gjorde han elva mål på 16 matcher, innan övergången till Manchester United sommaren 1996.

### Manchester United
Solskjærs målgörande var nog för att Manchester United skulle vilja värva honom och han gjorde ingen besviken under sin start hos Manchester, då han gjorde mål efter sex minuter i sin debut mot Blackburn Rovers i inledningen av säsongen 1996-97.
Solskjær gjorde 18 Premier League-mål för United i sin första säsong, och hjälpte United vinna ligatiteln under de sista veckorna av säsongen. Brittiska medier kallade honom "Baby-Faced Assassin" på grund av hans ungdomliga utseende. Han är kanske bäst ihågkommen som en "super-sub" eller "superavbytare", och fick stor uppmärksamhet för sin märkliga vana att komma in i matcher sent som avbytare och göra många mål. Alex Ferguson sade att Solskjær har en förmåga att sitta på bänken och studera spelet utan att ta blicken bort från händelsen.
Säsongen därpå blev inte lika lyckosam. United vann ingen titel, trots att man ledde ligan stort inpå våren. I stället vann Arsenal. Solskjær gjorde sex ligamål. Under sommaren visade andra klubbar intresse för den norske anfallaren. Tottenham lockade med ett lukrativt bud. Solskjær valde att stanna i Manchester United. Samtidigt förstärktes laget med spelarna Dwight Yorke, Jesper Blomqvist och Jaap Stam.

## Tränarkarriär

### Manchester Uniteds Reserv- och Akademilag
Ett år efter Solskjær slutade spela i Manchester United så började han träna Manchester Uniteds Reserv- och Akademilag.

### Molde FK
År 2011 återvände han till sitt hemland Norge och började träna Molde FK. Redan första året säkrade han som tränare Molde FK:s första guld någonsin i Tippeligaen, och även året därpå, den 11 november 2012, blev det guld i Tippeligaen för Molde FK.

### Cardiff City
Den 1 januari syntes Solskjær på Emirates Stadium tillsammans med Cardiff Citys ägare Vincent Tan när de förlorade mot Arsenal med 2-0. Den 2 januari bekräftade Cardiff City honom som ny tränare för klubben. Han avgick 18 september 2014 efter en dålig inledning av säsongen.

### Molde FK
I oktober 2015 kom Ole Gunnar Solskjær tillbaka till Molde FK, som huvudtränare i klubben. Säsongen 2016 hamnade laget på 5 plats i den högsta divisionen, som då hette Tippeligaen. Från december 2016 till december 2018 var han manager i klubben.

### Manchester United
Den 19 december 2018 presenterades Solskjær som tillfällig huvudtränare för Manchester United. Detta efter att José Mourinho sparkats bara dagen innan. Den 28 mars klockan 10:00 blev det officiellt att Solskjær blev Manchester Uniteds nya tränare. Ole Gunnar Solskjaer fick en årslön på 7,5 miljoner pund, motsvarande 90 miljoner kronor, hälften av vad den föregående tränaren José Mourinho tjänade.
Men Manchester United verkar trots det betala betydligt mer för Solskjaer. Uppgifterna kring norrmannens kontrakt med Molde har gått isär och klubben själva har sagt att tränarens kontrakt löper till 2021.
Under säsongen 2021-22 tappade klubbens supportrar stödet för Solskjær, framför allt efter förlusten mot Liverpool med 5-0 på Old Trafford. Hans tid i United räddades kortvarigt efter en vinst mot Tottenham. Efter två raka förluster, en med 0-2 i Manchesterderbyt och därpå en med 4-1 mot Watford, bestämde sig styrelsen för att sparka Solskjær.